# Arrondissement de Birkenfeld (Sarre)
Pour l'arrondissement actuel, voir Arrondissement de Birkenfeld.
L'arrondissement de Birkenfeld est une ancienne subdivision administrative française du département de la Sarre créée le 17 février 1800 et supprimée le 11 avril 1814.

## Composition
Il comprenait les cantons de Baumholder, Birkenfeld, Grumbach, Hermeskeil, Herrstein, Kusel, Meisenheim, Rhaunen et Wadern.

## Liens
- « L'almanach impérial pour l'année 1810 - Chapitre X : Organisation administrative »